# 烏干達第三共和國
烏干達第三共和國（英語：Third Republic of Uganda）。1979年時，烏干達軍政府總統伊迪·阿明元帥的政權倒台，成立第三共和國取代阿明政府。後來在1986年時爆發烏干達內戰，第三共和國因而倒台，新政府成立烏干達第四共和國（即今烏干達）。